# Urzut
Urzut – wieś w Polsce położona w województwie mazowieckim, w powiecie pruszkowskim, w gminie Nadarzyn. Leży nad niewielką strugą Mrówka (zlewnia rzeki Utraty, głównego dopływu Bzury).
| SIMC    | Nazwa     | Rodzaj    |
| ------- | --------- | --------- |
| 0005500 | Kostowiec | część wsi |

Prywatna wieś szlachecka położona była w drugiej połowie XVI wieku w powiecie błońskim ziemi warszawskiej województwa mazowieckiego. W latach 1975–1998 miejscowość administracyjnie należała do województwa warszawskiego.